# 4929 Yamatai
4929 Yamatai è un asteroide della fascia principale. Scoperto nel 1982, presenta un'orbita caratterizzata da un semiasse maggiore pari a 2,2104106 UA e da un'eccentricità di 0,0588260, inclinata di 2,48554° rispetto all'eclittica.